# عامر فهد
عامر فهد (ولد ؟؟) مُخرج سوري. وهو ابن المطرب جورج فهد، وشقيق الممثل عابد فهد. 

## سيرته
وُلد عامر بن جورج فهد في مدينة اللاذقية، لأسرة نصرانية. تخرَّج في المعهد العالي للفنون المسرحية بدمشق، قسم الإخراج.
بدأ عمله مخرجًا مساعدًا عام 1995 حتى 2000، ثم أخرج العديد من المسلسلات كان أخوه الأصغر عابد فهد بطلًا في بعضها. و أشهر الأعمال التي أخرجها وأنجحها مسلسل "عندما تشيخ الذئاب"، وأخرج عددًا من الأعمال في دول الخليج، منها: "سدرة البيت"، و"شر النفوس 2" و"طاش ما طاش".

## أعماله
- بقعة ضوء.
- مرايا.
- باب الحارة.
- عندما تشيخ الذئاب.
- سدرة البيت.
- شر النفوس 2.
- طاش ما طاش.